# Мильке, Эрих
Эрих Фриц Эмиль Мильке (нем. Erich Fritz Emil Mielke; 28 декабря 1907, Берлин — 21 мая 2000, там же) — государственный и коммунистический деятель Германской Демократической Республики, министр государственной безопасности ГДР в 1957—1989 годах, член Политбюро Центрального Комитета Социалистической единой партии Германии (СЕПГ), генерал армии, дважды Герой ГДР, дважды Герой Труда ГДР, Герой Советского Союза. В 1993 году Земельный суд Берлина приговорил его к шести годам тюремного заключения за совершенное в 1931 году убийство двух полицейских.

## Молодость
Родился в 1907 году в Веддинге, рабочем районе Берлина, который в то время называли «Красным Веддингом». Мать умерла, когда ему было три года. Чтобы обеспечить четверых детей, отец снова женился. Он был по профессии колесником, членом Социал-демократической партии Германии, а с 1920 года — членом Коммунистической партии Германии.
Будучи хорошим учеником, Эрих Мильке получил место в Кёльнской гимназии, то есть государство взяло на себя расходы на его обучение. Он посещал отделение древних языков, но по неизвестной причине бросил гимназию после 10-го класса. Прошел обучение на агента-экспедитора в транспортно-экспедиционном агентстве Адольфа Коха на Кёпеникер штрассе в районе Митте. С 1927 года работал в отделе доставки Autofabag, фирмы по производству автоматических телефонных станций на Фридрихштрассе 110—112, принадлежавшей группе Siemens. В 22 года все ещё жил с родителями.
В 1921 году вступил в Коммунистический союз молодежи Германии, а в 1925 году — в Коммунистическую партию Германии. Был также членом Красной помощи и Союза бойцов Красного фронта. В 1930 году, как Мильке отмечал в автобиографии, за участие в запрещенном Международном конгрессе молодежи он был вынужден провести от четырёх до пяти дней в следственном изоляторе в тюрьме полицей-президиума на Александерплац. Некоторое время подвизался в редакции газеты Rote Fahne, но то, что он был корреспондентом отдела местной хроники, относится к разряду легенд.
В 1931 году, лишившись работы, примкнул к группе «партийной самозащиты», вооруженному формированию КПГ, которое обеспечивало безопасность мероприятий, а также совершало акты насилия в отношении политических противников. Возле штаб-квартиры КПГ на Бюловплац часто случались стычки с полицией. 7 августа 1931 года она убила одного рабочего. Коммунисты решили за это отомстить. 9 августа 1931 года перед кинотеатром «Вавилон» выстрелами в спину были убиты полицейские Пауль Анлауф и Франц Ленк, оба члены СДПГ. Эрих Мильке как один из участников этой акции был вынужден бежать в Москву. Позже Мильке утверждал, что за соучастие в убийстве на Бюловплац он был заочно приговорён к смертной казни. На самом деле уголовное дело против него было прекращено решением от 23 апреля 1934 года в соответствии с § 205 Уголовно-процессуального кодекса Германии, так как он скрылся от органов правосудия.

## 1930-е годы и Вторая мировая война
В Москве Мильке сначала учил русский язык. С января по август 1932 года посещал Центральную военно-политическую школу в Баковке под Москвой. В сентябре 1932 года поступил в Международную ленинскую школу Коминтерна, после её окончания в 1935 году под псевдонимом «Пауль Бах» работал преподавателем военно-политической школы в Баковке. В ноябре 1936 — феврале 1939 года под псевдонимом «Фриц Ляйснер» участвовал в гражданской войне в Испании против сторонников Франко. В звании унтер-лейтенанта служил в 11-й интернациональной бригаде, затем в звании лейтенанта в 14-й бригаде — в качестве офицера оперативного отделения. По возвращении в 11-ю бригаду служил офицером по кадрам, затем был откомандирован в 27-ю дивизию, в которой служил офицером оперативного отделения, а затем уже в звании капитана начальником штаба 124-й бригады и одновременно офицером по кадрам международных бойцов этой дивизии. Затем стал адъютантом начальника военной подготовки штаба интернациональных бригад, которым одно время был «генерал Гомес», то есть Вильгельм Цайссер, будущий министр госбезопасности ГДР. При этом поздние утверждения бывших интербригадистов Альфреда Канторовича и Вальтера Янки, что Мильке якобы занимался разоблачением и допросами троцкистов, не нашли документального подтверждения.
На заключительном этапе гражданской войны в Испании в феврале 1939 года он вместе с другими интербригадистами перешел границу Франции и был интернирован в Сепуа. В мае 1939 года по согласованию с руководством КПГ перебрался в Бельгию. Вопреки поздней легенде он находился в Бельгии под своим настоящим именем и не был лишен немецкого гражданства. Прокуратура Берлина отказалась от запроса об экстрадиции Мильке, потому что рассматривала убийства полицейских как «политическое преступление», за которое договор с Бельгией не допускал экстрадицию.
Под псевдонимом «Гастон» был соредактором Neue Rheinische Zeitung, предназначенной для Германии и до февраля 1940 года нелегально распространявшейся КПГ в приграничных с Бельгией районах. Немецкое вторжение заставило бельгийское правительство в мае 1940 года депортировать всех немецких граждан во французские лагеря для интернированных. В конце мая 1940 года Мильке под псевдонимом «Фриц Ляйснер» оказался в лагере Сиприен, из которого в августе 1940 года он бежал в Тулузу. Работал во французском рабочем отряде для иностранцев. Летом 1941 года хотел через Марсель уехать в Мексику и для этой цели получил от сотрудника КПГ Вильгельма Крайкемейера пожертвование американского фонда помощи эмигрантам. Но побег не удался. Мильке остался во французском рабочем отряде, тогда как большинство коммунистов присоединились к Сопротивлению. Все это время он выдавал себя за латыша Рихарда Хебеля. В 1944 году был мобилизован в военно-строительную Организацию Тодта. Работал на сооружении военных объектов вермахта, весной 1945 года вернулся в Германию. По одной из легенд, его возвращение в Берлин состоялось на стороне «победоносной Красной Армии».

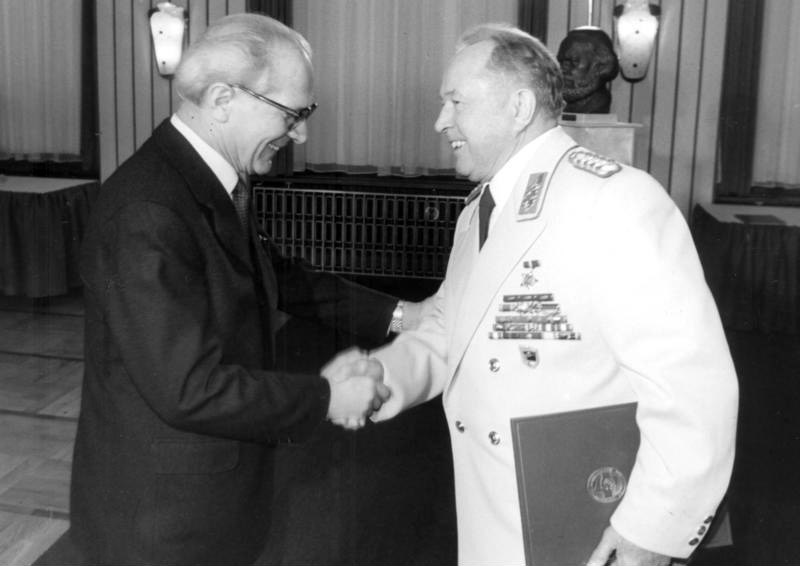
Мильке и Эрих Хонеккер

## В послевоенной Германии и в ГДР
В июне 1945 года Мильке вернулся в Берлин. Работал начальником отделения полиции района Лихтенберг в советском секторе, одновременно был заведующим отделом полиции и юстиции Центрального комитета Коммунистической партии Германии. С июня 1946 года — вице-президент Немецкого управления внутренних дел. После образования 7 октября 1949 года Германской Демократической Республики Мильке начал работать во вновь образованной службе безопасности, с октября 1949 — генерал-инспектор Главного управления защиты экономики (первоначальное название службы безопасности), с 1950 года — статс-секретарь этой службы. С 1955 года — заместитель министра, а с ноября 1957 года по ноябрь 1989 года — министр государственной безопасности. На момент его вступления в должность в органах госбезопасности ГДР работали около 14 тыс., а на конец 1989 года — 91 тыс. штатных сотрудников. В одном из сейфов Мильке находился небольшой красный чемоданчик с документами, которые могли скомпрометировать главу восточногерманского государства Эриха Хонеккера.
Был членом ЦК СЕПГ с 1950 года, кандидатом в члены Политбюро ЦК СЕПГ с 1971 года, членом Политбюро ЦК СЕПГ с 1976 года. Депутат Народной палаты ГДР с 1958 года.
Указом Президиума Верховного Совета СССР от 25 декабря 1987 года за личный вклад в дело борьбы с фашизмом в годы Второй мировой войны и в связи с 80-летием со дня рождения удостоен звания Героя Советского Союза с вручением ордена Ленина и медали «Золотая Звезда» (№ 11565).
7 ноября 1989 года ушёл в отставку вместе со всем правительством Вилли Штофа, а на следующий день вместе со всем Политбюро ЦК СЕПГ. 17 ноября 1989 года лишён депутатского мандата Народной палаты ГДР. 3 декабря 1989 года исключён из СЕПГ. 7 декабря 1989 года арестован по обвинению в «нанесении ущерба экономике» и «государственной измене путем антиконституционных действий». 2 февраля 1990 года доставлен в тюремную больницу следственного изолятора Берлин-Хоэншёнхаузен, откуда освобождён 8 марта 1990 года по состоянию здоровья. В июле того же года снова арестован, после того как больница народной полиции подтвердила, что он может быть задержан, в частности, по обвинениям в «преступлениях против человечности» и «извращении правосудия». Сначала его доставили в больницу Западного Берлина, затем в следственный изолятор Руммельсбург в Восточном Берлине, а затем в тюрьму Плётцензее в Западном Берлине. 4 октября 1990 года по просьбе адвоката переведён в тюрьму Моабит.

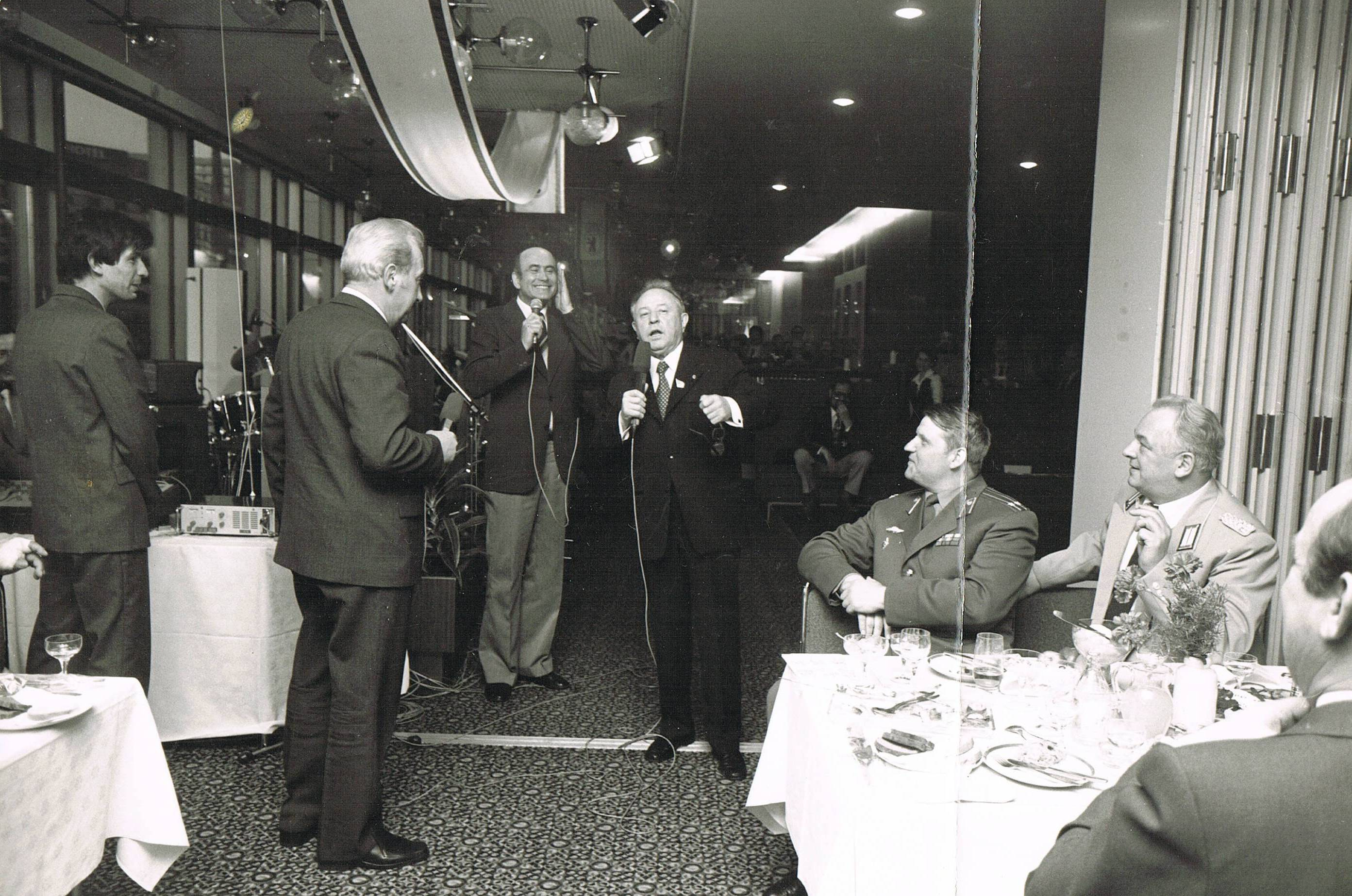
Министр МГБ ГДР Эрих Мильке и 1-й секретарь берлинского окружкома ЦК СЕПГ Конрад Науман за ужином в день окончания съезда СЕПГ. Берлин. За столом комбриг Дорофеев А. А., обер-бургомистр Берлина Э. Крак

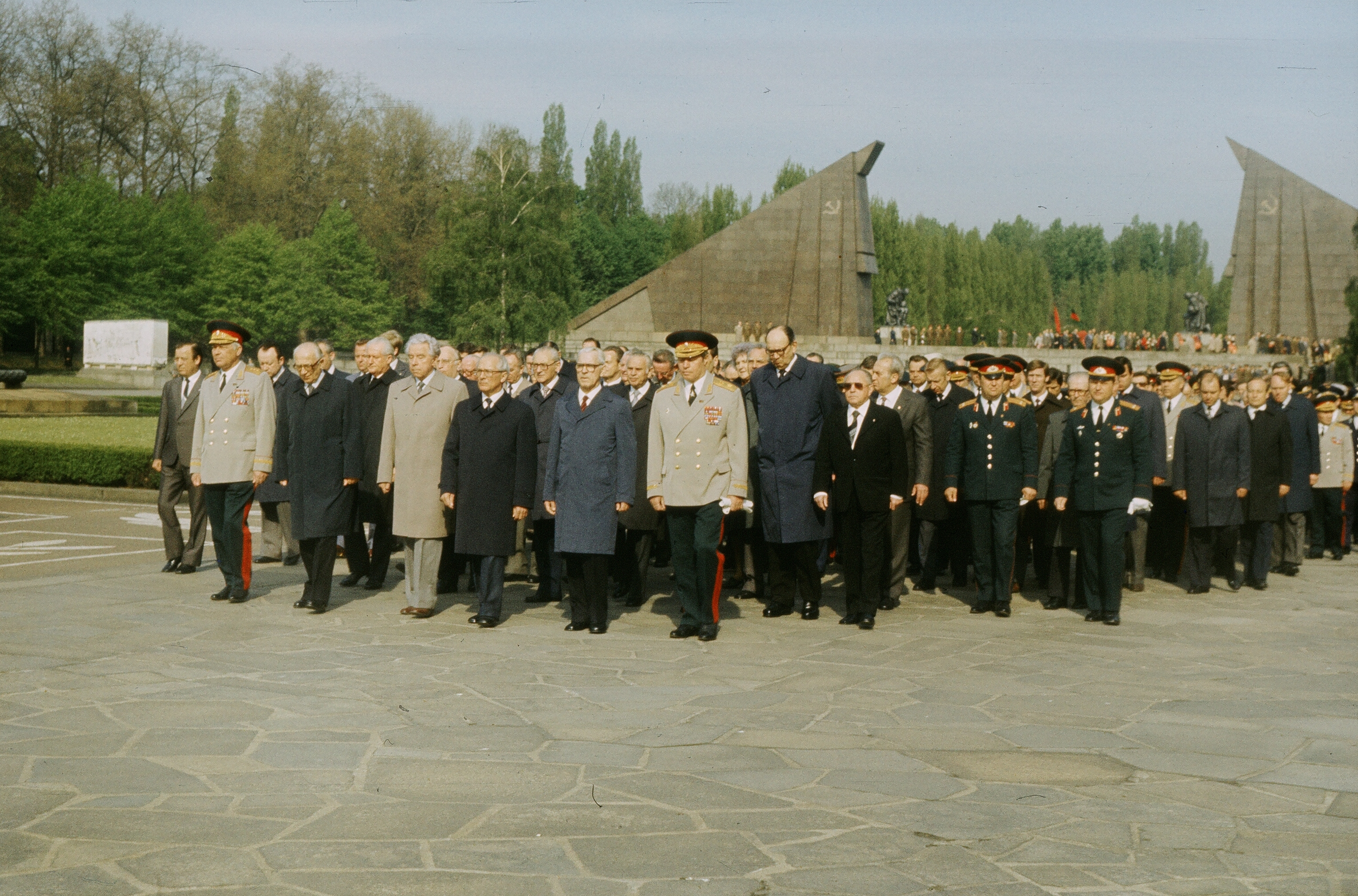
Мемориал советским воинам в Трептов-парке. Э. Хонеккер и Э. Мильке на возложении венков Воину-освободителю. 9 мая 1982

## В Федеративной Республике Германия
Тем временем расследование сосредоточилось на причастности Мильке к убийству полицейских на Бюловплац в 1931 году. Национал-социалистические судебные органы возбудили в 1934 году уголовное дело против Мильке за двойное убийство. В 1947 году прокуратура Берлина снова выдала ордер на арест Мильке по той же причине, но советские оккупационные власти конфисковали материалы дела и передали их своему подопечному. После роспуска ГДР Земельный суд Берлина в ноябре 1991 года открыл основное производство в отношении Мильке по делу «Бюловплац». Мильке было предъявлено обвинение в убийстве. Судебный процесс, проходивший с 10 февраля 1992 года по 26 октября 1993 года, закончился признанием его виновным в убийстве и лишением свободы сроком на шесть лет. Небольшой срок за убийство объяснялся тем, что со времени совершения преступления до вынесения приговора прошло более 60 лет. В конце 1995 года Мильке был условно-досрочно освобожден в возрасте 88 лет, отсидев в общей сложности более двух третей из шести лет.
Мильке был обвинен как член Совета национальной обороны ГДР и, таким образом, ответственный за приказ стрелять у Берлинской стены и на внутренней германской границе. Судебный процесс против членов правительства ГДР был открыт 13 ноября 1992 года в Земельном суде Берлина, но так как Мильке не смог предстать перед судом, производство по его делу было отделено от основного производства и в конечном итоге прекращено.
В последние годы своей жизни бывший второй человек в восточногерманской иерархии проживал с женой Гертрудой в скромной двухкомнатной квартире в Берлине. Соседи запомнили его как тихого необщительного старичка, которого выгуливали в инвалидной коляске телохранители. В марте 2000 года его поместили в дом престарелых, где его сын Франк работал врачом. Эрих Мильке скончался 21 мая 2000 года в Берлине. 6 июня 2000 года урна с его прахом была захоронена на берлинском Центральном кладбище Фридрихсфельде.
Мильке был председателем спортивного общества «Динамо» (1953—1989), любил охотиться.

## Воинские звания
- генерал-инспектор (до 1950)
- генерал-лейтенант (1.01.1953)
- генерал-полковник (1.10.1959)
- генерал армии (1.02.1980)

## Награды и почётные звания

### Награды ГДР
- Дважды Герой ГДР (11.12.1975, 28.12.1982).
- Дважды Герой Труда ГДР (5.10.1964, 24.12.1967).
- Семь орденов Карла Маркса (28.12.1957, 20.11.1973, 1975, 28.12.1977, 06.1982, 12.1982, 1987).
- Орден «За заслуги перед Отечеством» в золоте с золотой пряжкой (4.10.1954).
- Орден «За заслуги перед народом и Отечеством» (7.10.1954).
- Три ордена Шарнхорста.
- орден «Знамя Труда» (8.05.1960).
- Медали ГДР.

### Награды СССР
- Герой Советского Союза (25.12.1987).
- Три ордена Ленина (20.11.1973, 12.1982, 25.12.1987).
- Орден Октябрьской Революции (8.02.1975).
- Четыре ордена Красного Знамени (23.10.1958, 3.02.1968, 28.12.1977, 8.02.1980).
- Орден Отечественной войны 1-й степени.
- Медали СССР.

### Награды других государств
- Орден Заслуг перед Польской Народной Республикой (03.1982)
- Орден Дружбы (ЧССР, 1982)
- Орден Хо Ши Мина (Вьетнам)